# Mustafa Topçubaşov

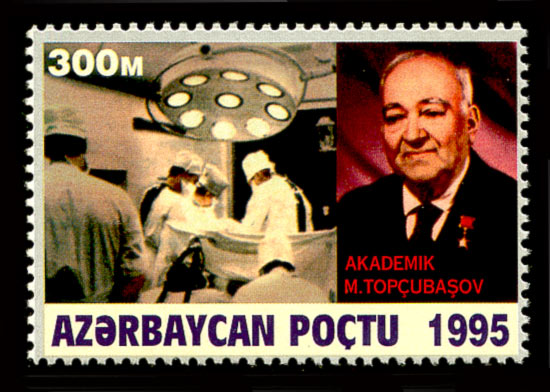
Azebejdżański znaczek pocztowy z 1995 roku upamiętniający 100. rocznicę urodzin Topçubaşova

Mustafa  Ağabəy oğlu Topçubaşov (ur. 5 sierpnia?/17 sierpnia 1895 w Erywaniu, zm. 23 listopada 1981 w Baku) – azerbejdżański radziecki chirurg, Bohater Pracy Socjalistycznej (1975).

## Życiorys
W 1919 ukończył studia na Wydziale Medycznym Uniwersytetu Kijowskiego, później pracował jako chirurg w szpitalu miejskim w Baku i klinice chirurgicznej Wydziału Medycznego Azerbejdżańskiego Instytutu Medycznego, w 1935 został tam kierownikiem katedry (do 1975), a w 1935 profesorem. W latach 1941–1945 pracował w Ludowym Komisariacie Ochrony Zdrowia Azerbejdżańskiej SRR, 1945-1948 był dyrektorem Instytutu Medycyny Eksperymentalnej Akademii Nauk Azerbejdżańskiej SRR, 1945-1951 przewodniczącym Wydziału Nauk Biologicznych i Rolniczych Akademii Nauk Azerbejdżańskiej SRR, a od 1950 przewodniczącym Azerbejdżańskiego Komitetu Obrońców Pokoju. W 1945 został akademikiem Akademii Nauk Azerbejdżańskiej SRR, od 1947 należał do WKP(b), od 1950 był honorowym członkiem Wszechzwiązkowego Towarzystwa Chirurgów i członkiem Międzynarodowego Stowarzyszenia Chirurgów, a 1951-1956 i ponownie 1959-1981 wiceprezydentem Akademii Nauk Azerbejdżańskiej SRR. W 1951 został członkiem korespondentem Akademii Nauk Bułgarii, w 1957 członkiem Prezydium Akademii Nauk Azerbejdżańskiej SRR, a w 1960 akademikiem Akademii Nauk Medycznych ZSRR. Przez 8 kadencji był deputowanym do Rady Najwyższej Azerbejdżańskiej SRR, a od 18 kwietnia 1953 do 25 marca 1955 i ponownie od 5 kwietnia 1967 do 1 lipca 1971 był przewodniczącym Rady Najwyższej Azerbejdżańskiej SRR. Napisał ponad 160 prac naukowych, w tym 7 monografii i 5-tomowy podręcznik chirurgii.

## Odznaczenia i nagrody
- Medal Sierp i Młot Bohatera Pracy Socjalistycznej (4 sierpnia 1975)
- Order Lenina (czterokrotnie - 4 listopada 1944, 6 listopada 1951, 4 września 1965 i 4 sierpnia 1975)
- Order Rewolucji Październikowej (20 lipca 1971)
- Order Czerwonego Sztandaru Pracy (25 lutego 1946)
- Order Czerwonej Gwiazdy (3 marca 1942)
- Order „Znak Honoru” (27 stycznia 1936)
- Nagroda Stalinowska (1943)
- Srebrny Medal Światowej Rady Pokoju

I medale.